# Tulla
Tulla (irisch An Túlach; dt.: „Hügel“) ist ein Ort und Parish im County Clare im mittleren Westen der Republik Irland.
Tulla erhielt im 13. Jahrhundert das Stadtrecht (town charter); Tulla Church war bereits um 620 von St Mochuille gegründet worden. Die runde frühkirchliche Einfriedung der alten Kirche nahe dem heutigen Ortskern ist im Luftbild deutlich erkennbar; sie wird als Friedhof genutzt. Die Große Hungersnot in Irland zur Mitte des 19. Jahrhunderts traf auch Tulla schwer; zwischen 1845 und 1851 sank die Bevölkerungszahl im Tulla Parish von ca. 9000 auf 6700 Menschen.
Heute ist Tulla eine kleine Landstadt, 20 km östlich von Ennis und etwa 25 km westlich vom Lough Derg gelegen; die Einwohnerzahl des Ortes wurde bei der Volkszählung 2022 mit 697 Personen ermittelt.